# Hausner-Faktor
Der Hausner-Faktor {\displaystyle H} (nach dem österreichischen Pulvermetallurgen Henry H. Hausner (1900–1995)) ist eine dimensionslose physikalische Kennzahl zur Charakterisierung von Feststoffen (pulverförmige bis stückige Schüttgüter und Haufwerke). Er errechnet sich als Quotient aus Stampfdichte und Schüttdichte bzw. als Quotient aus Schüttvolumen und Stampfvolumen:
{\displaystyle H={\frac {\rho _{\mathrm {st} }}{\rho _{\mathrm {sch} }}}={\frac {m}{V_{\mathrm {st} }}}\cdot {\frac {V_{\mathrm {sch} }}{m}}={\frac {V_{\mathrm {sch} }}{V_{\mathrm {st} }}}\geq 1}
und ist ein Maß für die Volumenverminderung durch Rütteln oder Stampfen.
Eng verwandt mit dem Hausner-Faktor ist der Kompressibilitätsindex. Dieser errechnet sich wie folgt:
{\displaystyle K=100\cdot {\frac {{V_{\mathrm {sch} }}-{V_{\mathrm {st} }}}{V_{\mathrm {sch} }}}}

## Bedeutung
In der Technik, der Pharmazie, der Chemie sowie der Verpackung und Dosierung von Feststoffen hängt die häufig über das Volumen gesteuerte Dosiergenauigkeit wesentlich vom Hausner-Faktor ab:
- {\displaystyle H>1} ist ein Indikator dafür, dass die volumengesteuerte Dosiergenauigkeit schwierig gleichmäßig hoch zu halten ist und von Erschütterungen bei Dosierung und Transport des Schüttgutes negativ beeinflusst werden kann.
- {\displaystyle H=1{,}00} zeigt an, dass Vibrationen und Erschütterungen das Volumen des Schüttgutes nicht beeinflussen, also eine höhere volumengesteuerte Dosiergenauigkeit erreichbar ist.

Allgemein gilt das Fließverhalten eines Pulvers als „ausgezeichnet“, wenn der Hausner-Faktor bei 1,00–1,11 liegt. Bei einem Wert ab 1,60 gilt das Fließverhalten als „ungenügend“.